# Svetovno prvenstvo v hokeju na ledu 1970
Svetovno prvenstvo v hokeju na ledu 1970 je bilo sedemintrideseto Svetovno prvenstvo v hokeju na ledu. Potekalo je med 13. februarjem in 30. marcem 1970 v Stockholmu, Švedska (skupina A), Bukarešti (skupina B) in Galaţiju (skupina C), Romunija. Zlato medaljo je osvojila sovjetska reprezentanca, srebrno švedska, bronasto pa češkoslovaška, v konkurenci enaindvajsetih reprezentanc, desetič tudi jugoslovanske, ki je osvojila deseto mesto.

## Dobitniki medalj
| Zlato | Srebro | Bron |
| Sovjetska zvezaViktor Konovalenko Vladislav Tretjak Vitalij Davidov Valerij Vasiljev Aleksander Ragulin Vladimir Lutčenko Igor Romiševski Jevgenij Paladjev Valerij Nikitin Boris Mihajlov Vladimir Petrov Valerij Harlamov Vladimir Vikulov Viktor Polupanov Anatolij Firsov Aleksander Malcev Vjačeslav Staršinov Jevgenij Mišakov Aleksander Jakušev Vladimir Šadrin | ŠvedskaLeif Holmqvist Gunnar Bäckman Thommy Abrahamsson Arne Carlsson Anders Hagström Nils Johansson Kjell-Rune Milton Lars-Erik Sjöberg Lennart Svedberg Anders Hedberg Stig-Göran Johansson Stefan Karlsson Hans Lindberg Tord Lundström Lars-Göran Nilsson Anders Nordin Roger Olsson Björn Palmqvist Ulf Sterner Håkan Wickberg | ČeškoslovaškaVladimír Dzurilla Miroslav Lacký Jan Suchý Josef Horešovský Oldřich Machač František Pospíšil Vladimír Bednář Lubomír Ujváry Vladimír Martinec Richard Farda Josef Černý Jan Hrbatý Jaroslav Holík Jiří Holík Július Haas Václav Nedomanský Jiří Kochta František Ševčík Ivan Hlinka Stanislav Prýl |

## Tekme

### Skupina A
| 14. marec 1970 | Češkoslovaška | 6:3 | Poljska | Stockholm, Švedska |

| Poročilo tekme      | Poročilo tekme | Poročilo tekme | Poročilo tekme | Poročilo tekme |
| ------------------- | -------------- | -------------- | -------------- | -------------- |
| Začetek: ni podatka |                |                |                |                |

| 14. marec 1970 | Švedska | 6:1 | Vzhodna Nemčija | Stockholm, Švedska |

| Poročilo tekme      | Poročilo tekme | Poročilo tekme | Poročilo tekme | Poročilo tekme |
| ------------------- | -------------- | -------------- | -------------- | -------------- |
| Začetek: ni podatka |                |                |                |                |

| 14. marec 1970 | Sovjetska zveza | 2:1 | Finska | Stockholm, Švedska |

| Poročilo tekme      | Poročilo tekme | Poročilo tekme | Poročilo tekme | Poročilo tekme |
| ------------------- | -------------- | -------------- | -------------- | -------------- |
| Začetek: ni podatka |                |                |                |                |

| 15. marec 1970 | Finska | 9:1 | Poljska | Stockholm, Švedska |

| Poročilo tekme      | Poročilo tekme | Poročilo tekme | Poročilo tekme | Poročilo tekme |
| ------------------- | -------------- | -------------- | -------------- | -------------- |
| Začetek: ni podatka |                |                |                |                |

| 15. marec 1970 | Sovjetska zveza | 12:1 | Vzhodna Nemčija | Stockholm, Švedska |

| Poročilo tekme      | Poročilo tekme | Poročilo tekme | Poročilo tekme | Poročilo tekme |
| ------------------- | -------------- | -------------- | -------------- | -------------- |
| Začetek: ni podatka |                |                |                |                |

| 15. marec 1970 | Švedska | 5:4 | Češkoslovaška | Stockholm, Švedska |

| Poročilo tekme      | Poročilo tekme | Poročilo tekme | Poročilo tekme | Poročilo tekme |
| ------------------- | -------------- | -------------- | -------------- | -------------- |
| Začetek: ni podatka |                |                |                |                |

| 16. marec 1970 | Finska | 1:0 | Vzhodna Nemčija | Stockholm, Švedska |

| Poročilo tekme      | Poročilo tekme | Poročilo tekme | Poročilo tekme | Poročilo tekme |
| ------------------- | -------------- | -------------- | -------------- | -------------- |
| Začetek: ni podatka |                |                |                |                |

| 17. marec 1970 | Švedska | 1:3 | Finska | Stockholm, Švedska |

| Poročilo tekme      | Poročilo tekme | Poročilo tekme | Poročilo tekme | Poročilo tekme |
| ------------------- | -------------- | -------------- | -------------- | -------------- |
| Začetek: ni podatka |                |                |                |                |

| 17. marec 1970 | Sovjetska zveza | 7:0 | Poljska | Stockholm, Švedska |

| Poročilo tekme      | Poročilo tekme | Poročilo tekme | Poročilo tekme | Poročilo tekme |
| ------------------- | -------------- | -------------- | -------------- | -------------- |
| Začetek: ni podatka |                |                |                |                |

| 17. marec 1970 | Češkoslovaška | 4:1 | Vzhodna Nemčija | Stockholm, Švedska |

| Poročilo tekme      | Poročilo tekme | Poročilo tekme | Poročilo tekme | Poročilo tekme |
| ------------------- | -------------- | -------------- | -------------- | -------------- |
| Začetek: ni podatka |                |                |                |                |

| 18. marec 1970 | Sovjetska zveza | 3:1 | Češkoslovaška | Stockholm, Švedska |

| Poročilo tekme      | Poročilo tekme | Poročilo tekme | Poročilo tekme | Poročilo tekme |
| ------------------- | -------------- | -------------- | -------------- | -------------- |
| Začetek: ni podatka |                |                |                |                |

| 19. marec 1970 | Švedska | 11:0 | Poljska | Stockholm, Švedska |

| Poročilo tekme      | Poročilo tekme | Poročilo tekme | Poročilo tekme | Poročilo tekme |
| ------------------- | -------------- | -------------- | -------------- | -------------- |
| Začetek: ni podatka |                |                |                |                |

| 20. marec 1970 | Švedska | 4:2 | Sovjetska zveza | Stockholm, Švedska |

| Poročilo tekme      | Poročilo tekme | Poročilo tekme | Poročilo tekme | Poročilo tekme |
| ------------------- | -------------- | -------------- | -------------- | -------------- |
| Začetek: ni podatka |                |                |                |                |

| 20. marec 1970 | Češkoslovaška | 9:1 | Finska | Stockholm, Švedska |

| Poročilo tekme      | Poročilo tekme | Poročilo tekme | Poročilo tekme | Poročilo tekme |
| ------------------- | -------------- | -------------- | -------------- | -------------- |
| Začetek: ni podatka |                |                |                |                |

| 21. marec 1970 | Vzhodna Nemčija | 2:2 | Poljska | Stockholm, Švedska |

| Poročilo tekme      | Poročilo tekme | Poročilo tekme | Poročilo tekme | Poročilo tekme |
| ------------------- | -------------- | -------------- | -------------- | -------------- |
| Začetek: ni podatka |                |                |                |                |

| 22. marec 1970 | Sovjetska zveza | 16:1 | Finska | Stockholm, Švedska |

| Poročilo tekme      | Poročilo tekme | Poročilo tekme | Poročilo tekme | Poročilo tekme |
| ------------------- | -------------- | -------------- | -------------- | -------------- |
| Začetek: ni podatka |                |                |                |                |

| 22. marec 1970 | Češkoslovaška | 10:2 | Poljska | Stockholm, Švedska |

| Poročilo tekme      | Poročilo tekme | Poročilo tekme | Poročilo tekme | Poročilo tekme |
| ------------------- | -------------- | -------------- | -------------- | -------------- |
| Začetek: ni podatka |                |                |                |                |

| 23. marec 1970 | Švedska | 6:2 | Vzhodna Nemčija | Stockholm, Švedska |

| Poročilo tekme      | Poročilo tekme | Poročilo tekme | Poročilo tekme | Poročilo tekme |
| ------------------- | -------------- | -------------- | -------------- | -------------- |
| Začetek: ni podatka |                |                |                |                |

| 24. marec 1970 | Sovjetska zveza | 7:1 | Vzhodna Nemčija | Stockholm, Švedska |

| Poročilo tekme      | Poročilo tekme | Poročilo tekme | Poročilo tekme | Poročilo tekme |
| ------------------- | -------------- | -------------- | -------------- | -------------- |
| Začetek: ni podatka |                |                |                |                |

| 24. marec 1970 | Finska | 4:0 | Poljska | Stockholm, Švedska |

| Poročilo tekme      | Poročilo tekme | Poročilo tekme | Poročilo tekme | Poročilo tekme |
| ------------------- | -------------- | -------------- | -------------- | -------------- |
| Začetek: ni podatka |                |                |                |                |

| 24. marec 1970 | Švedska | 2:2 | Češkoslovaška | Stockholm, Švedska |

| Poročilo tekme      | Poročilo tekme | Poročilo tekme | Poročilo tekme | Poročilo tekme |
| ------------------- | -------------- | -------------- | -------------- | -------------- |
| Začetek: ni podatka |                |                |                |                |

| 25. marec 1970 | Češkoslovaška | 7:3 | Vzhodna Nemčija | Stockholm, Švedska |

| Poročilo tekme      | Poročilo tekme | Poročilo tekme | Poročilo tekme | Poročilo tekme |
| ------------------- | -------------- | -------------- | -------------- | -------------- |
| Začetek: ni podatka |                |                |                |                |

| 25. marec 1970 | Sovjetska zveza | 11:0 | Poljska | Stockholm, Švedska |

| Poročilo tekme      | Poročilo tekme | Poročilo tekme | Poročilo tekme | Poročilo tekme |
| ------------------- | -------------- | -------------- | -------------- | -------------- |
| Začetek: ni podatka |                |                |                |                |

| 26. marec 1970 | Švedska | 4:3 | Finska | Stockholm, Švedska |

| Poročilo tekme      | Poročilo tekme | Poročilo tekme | Poročilo tekme | Poročilo tekme |
| ------------------- | -------------- | -------------- | -------------- | -------------- |
| Začetek: ni podatka |                |                |                |                |

| 27. marec 1970 | Sovjetska zveza | 5:1 | Češkoslovaška | Stockholm, Švedska |

| Poročilo tekme      | Poročilo tekme | Poročilo tekme | Poročilo tekme | Poročilo tekme |
| ------------------- | -------------- | -------------- | -------------- | -------------- |
| Začetek: ni podatka |                |                |                |                |

| 28. marec 1970 | Finska | 3:4 | Vzhodna Nemčija | Stockholm, Švedska |

| Poročilo tekme      | Poročilo tekme | Poročilo tekme | Poročilo tekme | Poročilo tekme |
| ------------------- | -------------- | -------------- | -------------- | -------------- |
| Začetek: ni podatka |                |                |                |                |

| 28. marec 1970 | Švedska | 5:1 | Poljska | Stockholm, Švedska |

| Poročilo tekme      | Poročilo tekme | Poročilo tekme | Poročilo tekme | Poročilo tekme |
| ------------------- | -------------- | -------------- | -------------- | -------------- |
| Začetek: ni podatka |                |                |                |                |

| 29. marec 1970 | Vzhodna Nemčija | 5:2 | Poljska | Stockholm, Švedska |

| Poročilo tekme      | Poročilo tekme | Poročilo tekme | Poročilo tekme | Poročilo tekme |
| ------------------- | -------------- | -------------- | -------------- | -------------- |
| Začetek: ni podatka |                |                |                |                |

| 30. marec 1970 | Češkoslovaška | 3:5 | Finska | Stockholm, Švedska |

| Poročilo tekme      | Poročilo tekme | Poročilo tekme | Poročilo tekme | Poročilo tekme |
| ------------------- | -------------- | -------------- | -------------- | -------------- |
| Začetek: ni podatka |                |                |                |                |

| 30. marec 1970 | Švedska | 1:3 | Sovjetska zveza | Stockholm, Švedska |

| Poročilo tekme      | Poročilo tekme | Poročilo tekme | Poročilo tekme | Poročilo tekme |
| ------------------- | -------------- | -------------- | -------------- | -------------- |
| Začetek: ni podatka |                |                |                |                |

#### Lestvica
OT-odigrane tekme, z-zmage, n-neodločeni izidi, P-porazi, DG-doseženo goli, PG-prejeti goli, GR-gol razlika, T-točke.
| # | Reprezentanca   | OT | Z | N | P | DG | PG | GR  | T  |
| - | --------------- | -- | - | - | - | -- | -- | --- | -- |
| 1 | Sovjetska zveza | 10 | 9 | 0 | 1 | 68 | 11 | +57 | 18 |
| 2 | Švedska         | 10 | 7 | 1 | 2 | 45 | 21 | +24 | 15 |
| 3 | Češkoslovaška   | 10 | 5 | 1 | 4 | 47 | 30 | +17 | 11 |
| 4 | Finska          | 10 | 5 | 0 | 5 | 31 | 40 | -9  | 10 |
| 5 | Vzhodna Nemčija | 10 | 2 | 1 | 7 | 20 | 50 | -30 | 5  |
| 6 | Poljska         | 10 | 0 | 1 | 9 | 11 | 70 | -59 | 1  |

- Vzhodnonemška in poljska reprezentanca sta izpadli v skupino B.

### Skupina B
| 24. februar 1970 | Jugoslavija | 3:6 | Zahodna Nemčija | Bukarešta, Romunija |

| Poročilo tekme      | Poročilo tekme | Poročilo tekme | Poročilo tekme | Poročilo tekme |
| ------------------- | -------------- | -------------- | -------------- | -------------- |
| Začetek: ni podatka |                |                |                |                |

| 24. februar 1970 | ZDA | 11:1 | Japonska | Bukarešta, Romunija |

| Poročilo tekme      | Poročilo tekme | Poročilo tekme | Poročilo tekme | Poročilo tekme |
| ------------------- | -------------- | -------------- | -------------- | -------------- |
| Začetek: ni podatka |                |                |                |                |

| 24. februar 1970 | Švica | 4:2 | Bolgarija | Bukarešta, Romunija |

| Poročilo tekme      | Poročilo tekme | Poročilo tekme | Poročilo tekme | Poročilo tekme |
| ------------------- | -------------- | -------------- | -------------- | -------------- |
| Začetek: ni podatka |                |                |                |                |

| 24. februar 1970 | Romunija | 3:4 | Norveška | Bukarešta, Romunija |

| Poročilo tekme      | Poročilo tekme | Poročilo tekme | Poročilo tekme | Poročilo tekme |
| ------------------- | -------------- | -------------- | -------------- | -------------- |
| Začetek: ni podatka |                |                |                |                |

| 25. februar 1970 | ZDA | 19:1 | Bolgarija | Bukarešta, Romunija |

| Poročilo tekme      | Poročilo tekme | Poročilo tekme | Poročilo tekme | Poročilo tekme |
| ------------------- | -------------- | -------------- | -------------- | -------------- |
| Začetek: ni podatka |                |                |                |                |

| 25. februar 1970 | Zahodna Nemčija | 2:1 | Japonska | Bukarešta, Romunija |

| Poročilo tekme      | Poročilo tekme | Poročilo tekme | Poročilo tekme | Poročilo tekme |
| ------------------- | -------------- | -------------- | -------------- | -------------- |
| Začetek: ni podatka |                |                |                |                |

| 26. februar 1970 | Romunija | 4:3 | Jugoslavija | Bukarešta, Romunija |

| Poročilo tekme      | Poročilo tekme | Poročilo tekme | Poročilo tekme | Poročilo tekme |
| ------------------- | -------------- | -------------- | -------------- | -------------- |
| Začetek: ni podatka |                |                |                |                |

| 26. februar 1970 | Norveška | 4:2 | Švica | Bukarešta, Romunija |

| Poročilo tekme      | Poročilo tekme | Poročilo tekme | Poročilo tekme | Poročilo tekme |
| ------------------- | -------------- | -------------- | -------------- | -------------- |
| Začetek: ni podatka |                |                |                |                |

| 27. februar 1970 | Norveška | 8:3 | Bolgarija | Bukarešta, Romunija |

| Poročilo tekme      | Poročilo tekme | Poročilo tekme | Poročilo tekme | Poročilo tekme |
| ------------------- | -------------- | -------------- | -------------- | -------------- |
| Začetek: ni podatka |                |                |                |                |

| 27. februar 1970 | Zahodna Nemčija | 3:1 | Švica | Bukarešta, Romunija |

| Poročilo tekme      | Poročilo tekme | Poročilo tekme | Poročilo tekme | Poročilo tekme |
| ------------------- | -------------- | -------------- | -------------- | -------------- |
| Začetek: ni podatka |                |                |                |                |

| 27. februar 1970 | ZDA | 5:1 | Jugoslavija | Bukarešta, Romunija |

| Poročilo tekme      | Poročilo tekme | Poročilo tekme | Poročilo tekme | Poročilo tekme |
| ------------------- | -------------- | -------------- | -------------- | -------------- |
| Začetek: ni podatka |                |                |                |                |

| 27. februar 1970 | Romunija | 4:8 | Japonska | Bukarešta, Romunija |

| Poročilo tekme      | Poročilo tekme | Poročilo tekme | Poročilo tekme | Poročilo tekme |
| ------------------- | -------------- | -------------- | -------------- | -------------- |
| Začetek: ni podatka |                |                |                |                |

| 28. februar 1970 | ZDA | 5:2 | Zahodna Nemčija | Bukarešta, Romunija |

| Poročilo tekme      | Poročilo tekme | Poročilo tekme | Poročilo tekme | Poročilo tekme |
| ------------------- | -------------- | -------------- | -------------- | -------------- |
| Začetek: ni podatka |                |                |                |                |

| 28. februar 1970 | Japonska | 11:2 | Bolgarija | Bukarešta, Romunija |

| Poročilo tekme      | Poročilo tekme | Poročilo tekme | Poročilo tekme | Poročilo tekme |
| ------------------- | -------------- | -------------- | -------------- | -------------- |
| Začetek: ni podatka |                |                |                |                |

| 1. marec 1970 | Jugoslavija | 3:3 | Norveška | Bukarešta, Romunija |

| Poročilo tekme      | Poročilo tekme | Poročilo tekme | Poročilo tekme | Poročilo tekme |
| ------------------- | -------------- | -------------- | -------------- | -------------- |
| Začetek: ni podatka |                |                |                |                |

| 1. marec 1970 | Romunija | 1:7 | Švica | Bukarešta, Romunija |

| Poročilo tekme      | Poročilo tekme | Poročilo tekme | Poročilo tekme | Poročilo tekme |
| ------------------- | -------------- | -------------- | -------------- | -------------- |
| Začetek: ni podatka |                |                |                |                |

| 2. marec 1970 | Zahodna Nemčija | 13:1 | Bolgarija | Bukarešta, Romunija |

| Poročilo tekme      | Poročilo tekme | Poročilo tekme | Poročilo tekme | Poročilo tekme |
| ------------------- | -------------- | -------------- | -------------- | -------------- |
| Začetek: ni podatka |                |                |                |                |

| 2. marec 1970 | Jugoslavija | 6:3 | Švica | Bukarešta, Romunija |

| Poročilo tekme      | Poročilo tekme | Poročilo tekme | Poročilo tekme | Poročilo tekme |
| ------------------- | -------------- | -------------- | -------------- | -------------- |
| Začetek: ni podatka |                |                |                |                |

| 2. marec 1970 | Norveška | 5:5 | Japonska | Bukarešta, Romunija |

| Poročilo tekme      | Poročilo tekme | Poročilo tekme | Poročilo tekme | Poročilo tekme |
| ------------------- | -------------- | -------------- | -------------- | -------------- |
| Začetek: ni podatka |                |                |                |                |

| 2. marec 1970 | Romunija | 1:9 | ZDA | Bukarešta, Romunija |

| Poročilo tekme      | Poročilo tekme | Poročilo tekme | Poročilo tekme | Poročilo tekme |
| ------------------- | -------------- | -------------- | -------------- | -------------- |
| Začetek: ni podatka |                |                |                |                |

| 4. marec 1970 | ZDA | 9:2 | Norveška | Bukarešta, Romunija |

| Poročilo tekme      | Poročilo tekme | Poročilo tekme | Poročilo tekme | Poročilo tekme |
| ------------------- | -------------- | -------------- | -------------- | -------------- |
| Začetek: ni podatka |                |                |                |                |

| 4. marec 1970 | Jugoslavija | 6:0 | Bolgarija | Bukarešta, Romunija |

| Poročilo tekme      | Poročilo tekme | Poročilo tekme | Poročilo tekme | Poročilo tekme |
| ------------------- | -------------- | -------------- | -------------- | -------------- |
| Začetek: ni podatka |                |                |                |                |

| 4. marec 1970 | Japonska | 3:2 | Švica | Bukarešta, Romunija |

| Poročilo tekme      | Poročilo tekme | Poročilo tekme | Poročilo tekme | Poročilo tekme |
| ------------------- | -------------- | -------------- | -------------- | -------------- |
| Začetek: ni podatka |                |                |                |                |

| 4. marec 1970 | Romunija | 2:5 | Zahodna Nemčija | Bukarešta, Romunija |

| Poročilo tekme      | Poročilo tekme | Poročilo tekme | Poročilo tekme | Poročilo tekme |
| ------------------- | -------------- | -------------- | -------------- | -------------- |
| Začetek: ni podatka |                |                |                |                |

| 5. marec 1970 | Jugoslavija | 8:2 | Japonska | Bukarešta, Romunija |

| Poročilo tekme      | Poročilo tekme | Poročilo tekme | Poročilo tekme | Poročilo tekme |
| ------------------- | -------------- | -------------- | -------------- | -------------- |
| Začetek: ni podatka |                |                |                |                |

| 5. marec 1970 | ZDA | 12:3 | Švica | Bukarešta, Romunija |

| Poročilo tekme      | Poročilo tekme | Poročilo tekme | Poročilo tekme | Poročilo tekme |
| ------------------- | -------------- | -------------- | -------------- | -------------- |
| Začetek: ni podatka |                |                |                |                |

| 5. marec 1970 | Zahodna Nemčija | 3:0 | Norveška | Bukarešta, Romunija |

| Poročilo tekme      | Poročilo tekme | Poročilo tekme | Poročilo tekme | Poročilo tekme |
| ------------------- | -------------- | -------------- | -------------- | -------------- |
| Začetek: ni podatka |                |                |                |                |

| 5. marec 1970 | Romunija | 6:2 | Bolgarija | Bukarešta, Romunija |

| Poročilo tekme      | Poročilo tekme | Poročilo tekme | Poročilo tekme | Poročilo tekme |
| ------------------- | -------------- | -------------- | -------------- | -------------- |
| Začetek: ni podatka |                |                |                |                |

#### Lestvica
OT-odigrane tekme, z-zmage, n-neodločeni izidi, P-porazi, DG-doseženo goli, PG-prejeti goli, GR-gol razlika, T-točke.
| #  | Reprezentanca   | OT | Z | N | P | DG | PG | GR  | T  |
| -- | --------------- | -- | - | - | - | -- | -- | --- | -- |
| 7  | ZDA             | 7  | 7 | 0 | 0 | 70 | 11 | +69 | 14 |
| 8  | Zahodna Nemčija | 7  | 6 | 0 | 1 | 34 | 13 | +11 | 12 |
| 9  | Norveška        | 7  | 3 | 2 | 2 | 26 | 28 | -2  | 8  |
| 10 | Jugoslavija     | 7  | 3 | 1 | 3 | 30 | 23 | +7  | 7  |
| 11 | Japonska        | 7  | 3 | 1 | 3 | 31 | 34 | -3  | 7  |
| 12 | Švica           | 7  | 2 | 0 | 5 | 22 | 31 | -10 | 4  |
| 13 | Romunija        | 7  | 2 | 0 | 5 | 21 | 38 | -17 | 4  |
| 14 | Bolgarija       | 7  | 0 | 0 | 7 | 11 | 67 | -56 | 0  |

- Ameriška in zahodnonemška reprezentanca sta se uvrstili v skupino A.
- Romunska in bolgarska reprezentanca sta izpadli v skupino C.

### Skupina C
| 13. februar 1970 | Madžarska | 7:1 | Nizozemska | Galaţi, Romunija |

| Poročilo tekme      | Poročilo tekme | Poročilo tekme | Poročilo tekme | Poročilo tekme |
| ------------------- | -------------- | -------------- | -------------- | -------------- |
| Začetek: ni podatka |                |                |                |                |

| 13. februar 1970 | Avstrija | 7:2 | Francija | Galaţi, Romunija |

| Poročilo tekme      | Poročilo tekme | Poročilo tekme | Poročilo tekme | Poročilo tekme |
| ------------------- | -------------- | -------------- | -------------- | -------------- |
| Začetek: ni podatka |                |                |                |                |

| 13. februar 1970 | Italija | 3:1 | Danska | Galaţi, Romunija |

| Poročilo tekme      | Poročilo tekme | Poročilo tekme | Poročilo tekme | Poročilo tekme |
| ------------------- | -------------- | -------------- | -------------- | -------------- |
| Začetek: ni podatka |                |                |                |                |

| 14. februar 1970 | Italija | 8:2 | Belgija | Galaţi, Romunija |

| Poročilo tekme      | Poročilo tekme | Poročilo tekme | Poročilo tekme | Poročilo tekme |
| ------------------- | -------------- | -------------- | -------------- | -------------- |
| Začetek: ni podatka |                |                |                |                |

| 14. februar 1970 | Francija | 9:2 | Nizozemska | Galaţi, Romunija |

| Poročilo tekme      | Poročilo tekme | Poročilo tekme | Poročilo tekme | Poročilo tekme |
| ------------------- | -------------- | -------------- | -------------- | -------------- |
| Začetek: ni podatka |                |                |                |                |

| 15. februar 1970 | Avstrija | 4:3 | Danska | Galaţi, Romunija |

| Poročilo tekme      | Poročilo tekme | Poročilo tekme | Poročilo tekme | Poročilo tekme |
| ------------------- | -------------- | -------------- | -------------- | -------------- |
| Začetek: ni podatka |                |                |                |                |

| 16. februar 1970 | Nizozemska | 7:1 | Belgija | Galaţi, Romunija |

| Poročilo tekme      | Poročilo tekme | Poročilo tekme | Poročilo tekme | Poročilo tekme |
| ------------------- | -------------- | -------------- | -------------- | -------------- |
| Začetek: ni podatka |                |                |                |                |

| 16. februar 1970 | Avstrija | 3:2 | Madžarska | Galaţi, Romunija |

| Poročilo tekme      | Poročilo tekme | Poročilo tekme | Poročilo tekme | Poročilo tekme |
| ------------------- | -------------- | -------------- | -------------- | -------------- |
| Začetek: ni podatka |                |                |                |                |

| 16. februar 1970 | Italija | 4:1 | Francija | Galaţi, Romunija |

| Poročilo tekme      | Poročilo tekme | Poročilo tekme | Poročilo tekme | Poročilo tekme |
| ------------------- | -------------- | -------------- | -------------- | -------------- |
| Začetek: ni podatka |                |                |                |                |

| 18. februar 1970 | Danska | 3:3 | Nizozemska | Galaţi, Romunija |

| Poročilo tekme      | Poročilo tekme | Poročilo tekme | Poročilo tekme | Poročilo tekme |
| ------------------- | -------------- | -------------- | -------------- | -------------- |
| Začetek: ni podatka |                |                |                |                |

| 18. februar 1970 | Italija | 3:6 | Madžarska | Galaţi, Romunija |

| Poročilo tekme      | Poročilo tekme | Poročilo tekme | Poročilo tekme | Poročilo tekme |
| ------------------- | -------------- | -------------- | -------------- | -------------- |
| Začetek: ni podatka |                |                |                |                |

| 18. februar 1970 | Avstrija | 11:0 | Bolgarija | Galaţi, Romunija |

| Poročilo tekme      | Poročilo tekme | Poročilo tekme | Poročilo tekme | Poročilo tekme |
| ------------------- | -------------- | -------------- | -------------- | -------------- |
| Začetek: ni podatka |                |                |                |                |

| 19. februar 1970 | Danska | 11:4 | Belgija | Galaţi, Romunija |

| Poročilo tekme      | Poročilo tekme | Poročilo tekme | Poročilo tekme | Poročilo tekme |
| ------------------- | -------------- | -------------- | -------------- | -------------- |
| Začetek: ni podatka |                |                |                |                |

| 19. februar 1970 | Madžarska | 2:4 | Francija | Galaţi, Romunija |

| Poročilo tekme      | Poročilo tekme | Poročilo tekme | Poročilo tekme | Poročilo tekme |
| ------------------- | -------------- | -------------- | -------------- | -------------- |
| Začetek: ni podatka |                |                |                |                |

| 19. februar 1970 | Italija | 6:1 | Nizozemska | Galaţi, Romunija |

| Poročilo tekme      | Poročilo tekme | Poročilo tekme | Poročilo tekme | Poročilo tekme |
| ------------------- | -------------- | -------------- | -------------- | -------------- |
| Začetek: ni podatka |                |                |                |                |

| 20. februar 1970 | Danska | 0:2 | Francija | Galaţi, Romunija |

| Poročilo tekme      | Poročilo tekme | Poročilo tekme | Poročilo tekme | Poročilo tekme |
| ------------------- | -------------- | -------------- | -------------- | -------------- |
| Začetek: ni podatka |                |                |                |                |

| 21. februar 1970 | Madžarska | 15:2 | Belgija | Galaţi, Romunija |

| Poročilo tekme      | Poročilo tekme | Poročilo tekme | Poročilo tekme | Poročilo tekme |
| ------------------- | -------------- | -------------- | -------------- | -------------- |
| Začetek: ni podatka |                |                |                |                |

| 21. februar 1970 | Avstrija | 9:2 | Nizozemska | Galaţi, Romunija |

| Poročilo tekme      | Poročilo tekme | Poročilo tekme | Poročilo tekme | Poročilo tekme |
| ------------------- | -------------- | -------------- | -------------- | -------------- |
| Začetek: ni podatka |                |                |                |                |

| 22. februar 1970 | Francija | 11:0 | Belgija | Galaţi, Romunija |

| Poročilo tekme      | Poročilo tekme | Poročilo tekme | Poročilo tekme | Poročilo tekme |
| ------------------- | -------------- | -------------- | -------------- | -------------- |
| Začetek: ni podatka |                |                |                |                |

| 22. februar 1970 | Madžarska | 6:2 | Danska | Galaţi, Romunija |

| Poročilo tekme      | Poročilo tekme | Poročilo tekme | Poročilo tekme | Poročilo tekme |
| ------------------- | -------------- | -------------- | -------------- | -------------- |
| Začetek: ni podatka |                |                |                |                |

| 22. februar 1970 | Avstrija | 3:3 | Italija | Galaţi, Romunija |

| Poročilo tekme      | Poročilo tekme | Poročilo tekme | Poročilo tekme | Poročilo tekme |
| ------------------- | -------------- | -------------- | -------------- | -------------- |
| Začetek: ni podatka |                |                |                |                |

#### Lestvica
OT-odigrane tekme, z-zmage, n-neodločeni izidi, P-porazi, DG-doseženo goli, PG-prejeti goli, GR-gol razlika, T-točke.
| #  | Reprezentanca | OT | Z | N | P | DG | PG | GR  | T  |
| -- | ------------- | -- | - | - | - | -- | -- | --- | -- |
| 15 | Avstrija      | 6  | 5 | 1 | 0 | 37 | 12 | +25 | 11 |
| 16 | Italija       | 6  | 4 | 1 | 1 | 27 | 14 | +13 | 9  |
| 17 | Francija      | 6  | 4 | 0 | 2 | 29 | 15 | +14 | 8  |
| 18 | Madžarska     | 6  | 4 | 0 | 2 | 38 | 15 | +23 | 8  |
| 19 | Danska        | 6  | 1 | 1 | 4 | 20 | 22 | -1  | 3  |
| 20 | Nizozemska    | 6  | 1 | 1 | 4 | 16 | 35 | -19 | 3  |
| 21 | Belgija       | 6  | 0 | 0 | 6 | 9  | 63 | -54 | 0  |

- Avstrijska in italijanska reprezentanca sta se uvrstili v skupino B.

## Končni vrstni red
1. Sovjetska zveza
2. Švedska
3. Češkoslovaška
4. Finska
5. Vzhodna Nemčija
6. Poljska
7. ZDA
8. Zahodna Nemčija
9. Norveška
10. Jugoslavija
11. Japonska
12. Švica
13. Romunija
14. Bolgarija
15. Avstrija
16. Italija
17. Francija
18. Madžarska
19. Danska
20. Nizozemska
21. Belgija